# Anthurium brownii
Anthurium brownii là một loài thực vật có hoa trong họ Ráy (Araceae). Loài này được Mast. miêu tả khoa học đầu tiên năm 1876.

## Hình ảnh

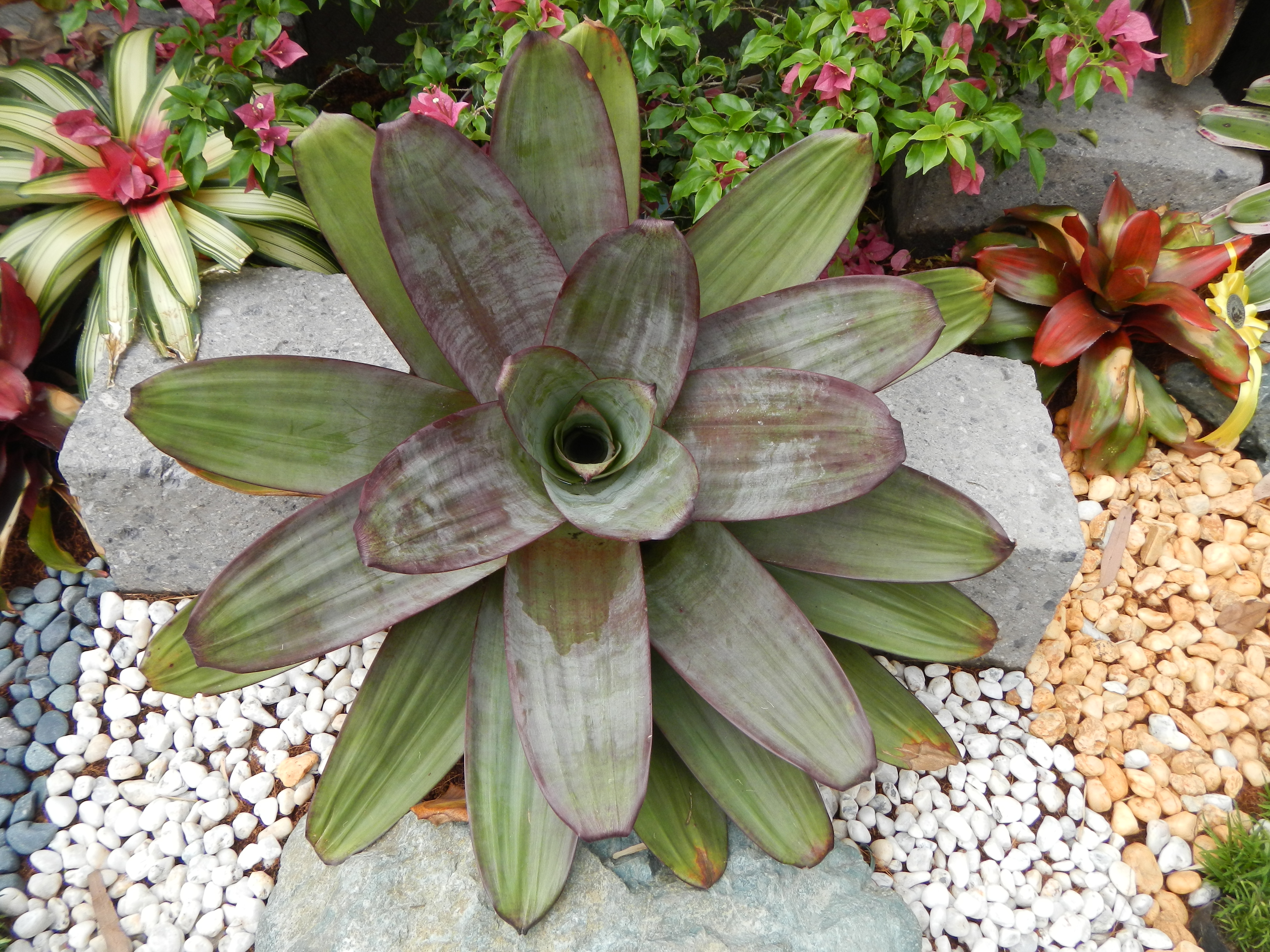
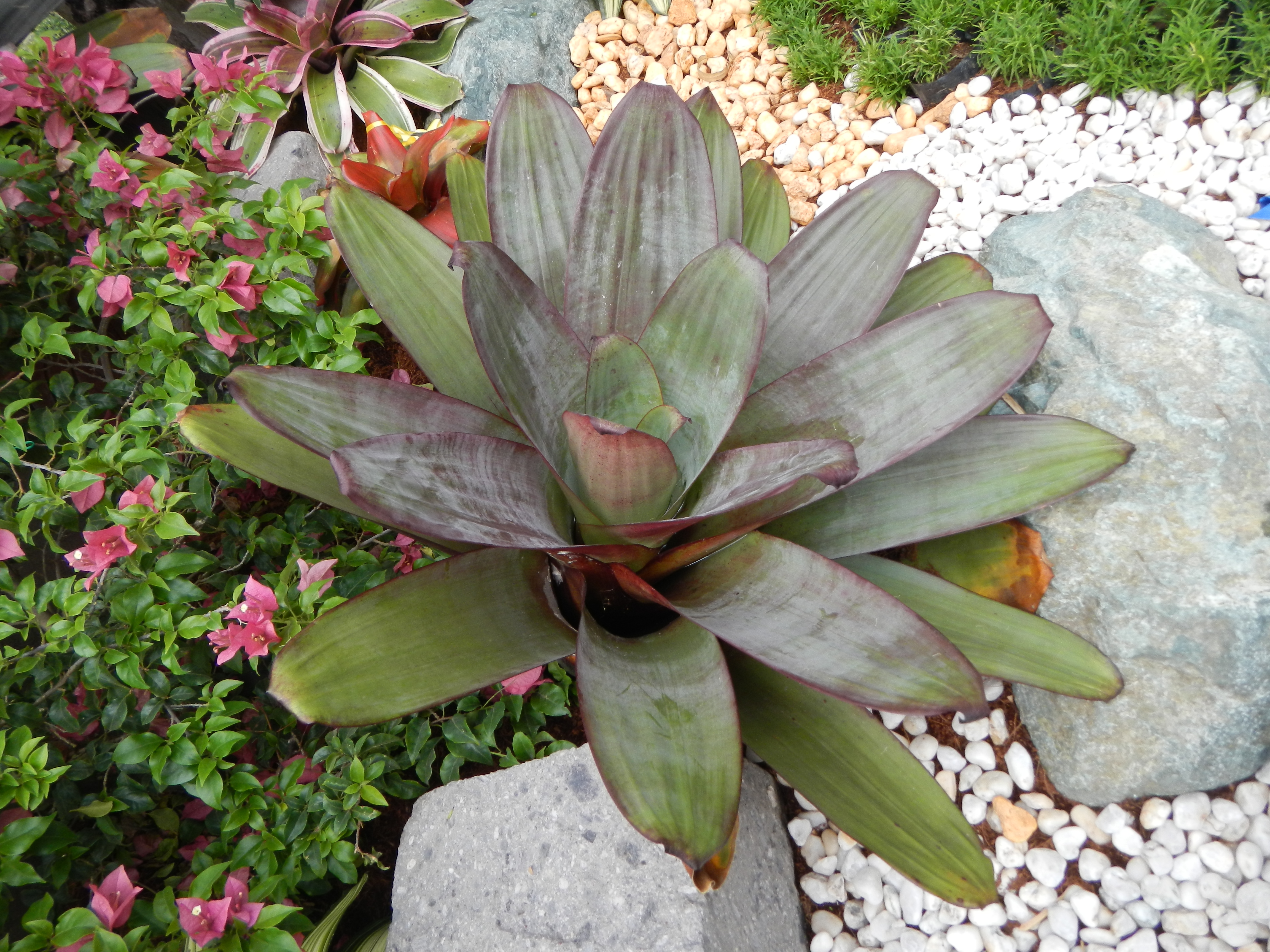
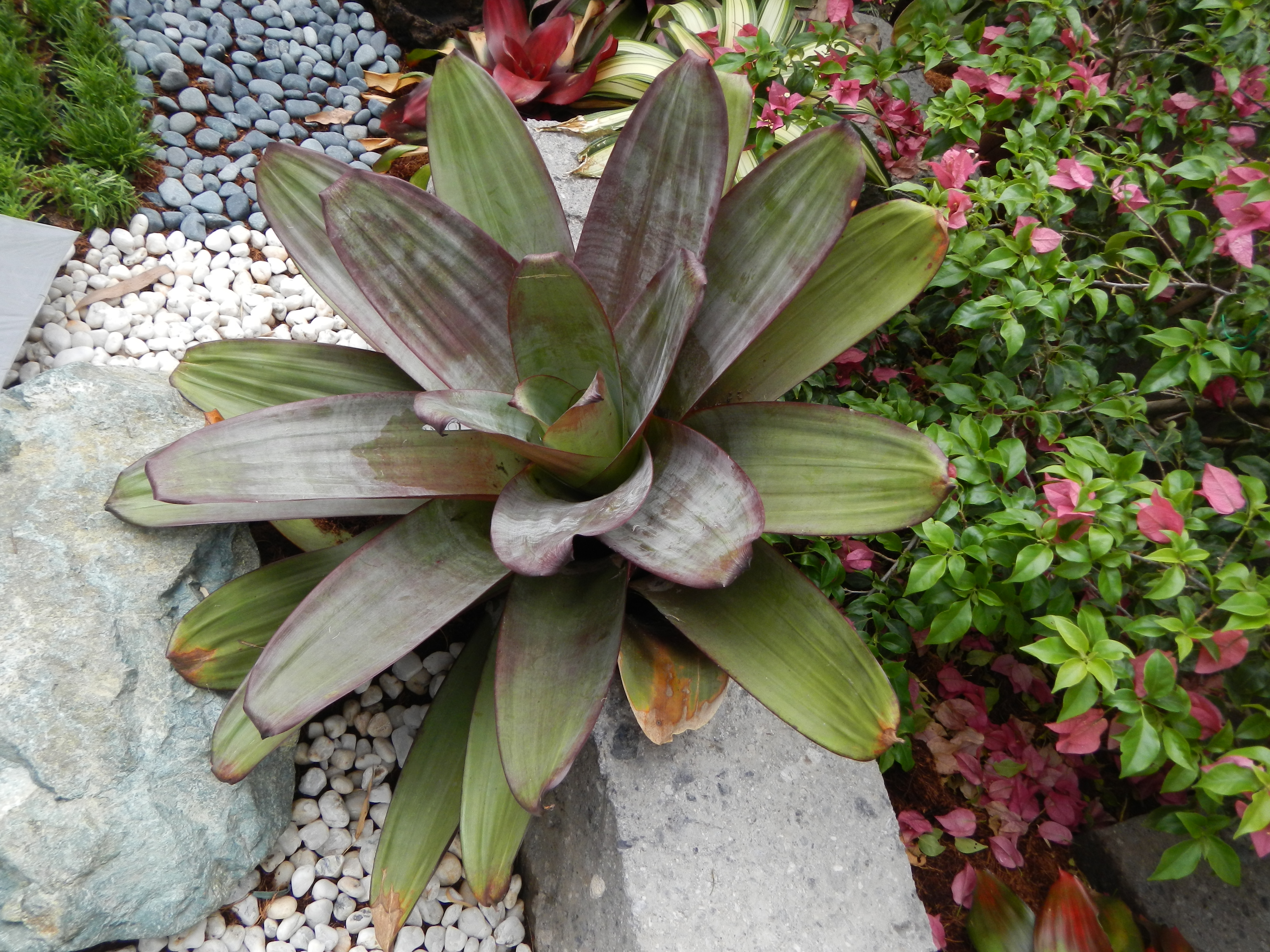